# U-49
O U-45 foi um submarino alemão da classe (navio) Tipo VIIB que serviu na Kriegsmarine durante a Segunda Guerra Mundial .
Em seu último dia de ação, o submarino foi afundado próximo a Narvik na Noruega por cargas de profundidade de um ataque conjunto dos contratorpedeiros da Marinha Real Britânica HMS Fearless (H-67) (1934-1941) e HMS Brazen (H-80) (1930-1940). Dos tripulantes do U-49, 41 sobreviveram havendo apenas um morto .

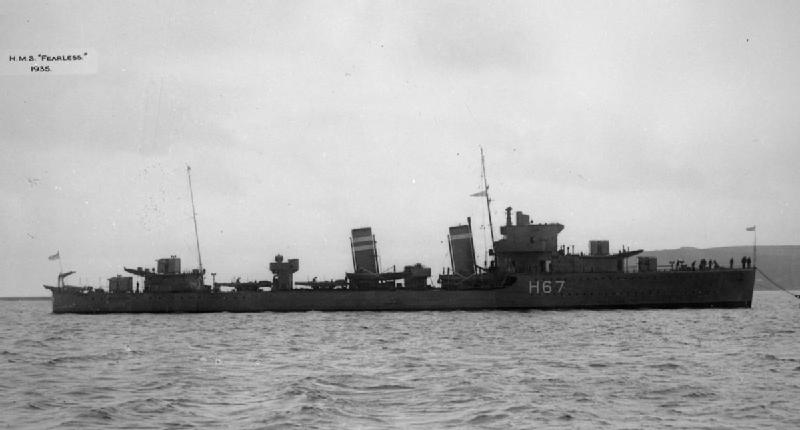
Contratorpedeiro HMS Fearless.

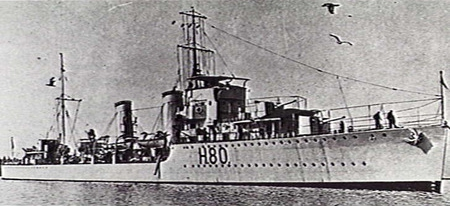
Contratorpedeiro HMS Brazen.

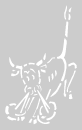
7. Unterseebootsflottille.

## Comandantes
O submarino foi comandado por um único comandante.
| Comandante                          | Data                                       |
| ----------------------------------- | ------------------------------------------ |
| Capitão de corveta Kurt von Gossler | 12 de agosto de 1939 - 15 de abril de 1940 |

## Carreira

### Subordinação
O submarino esteve baseado em Kiel e Wilhelmshaven, sob as ordens da 7. Unterseebootsflottille, aonde foi o submarino líder de flotilha .
|  | 12 de agosto de 1939 - 15 de abril de 1940 | - 7. Unterseebootsflottille |

### Patrulhas
O U-49 foi o décimo nono submarino alemão a ser afundado na Segunda Guerra Mundial 
.
O submarino esteve sob ataque em 3 oportunidades  :
- 13 de novembro de 1939: O barco foi atacado por um avião britânico, na fuga mergulhou a uma profundidade de 160 metros, sofrendo avarias leves.
- 16 de novembro de 1939: O u-boot esteve sob o ataque dos contratorpedeiros britânicos HMS Echo (H-23) (1934-1956) e HMS Wanderer (D-74) (1919-1946), em manobra evasiva foi ao fundo alcançando uma profundidade de metros, que foi o recorde da época.
- 15 de abril de 1940: Atacado e afundado pelos contratorpedeiros da Marinha Real Britânica HMS Fearless (H-67) (1934-1941) e HMS Brazen (H-80) (1930-1940).

|       | Comandante                          | Partida         | Partida       | Chegada          | Chegada       | Dias    | Toneladas |
| ----- | ----------------------------------- | --------------- | ------------- | ---------------- | ------------- | ------- | --------- |
| 1     | Capitão de corveta Kurt von Gossler | 9 novembro 1939 | Kiel          | 29 novembro 1939 | Kiel          | 21 dias | 4 258     |
| 2     | Kurt von Gossler                    | 8 outubro 1939  | Kiel          | 14 outubro 1939  | Wilhelmshaven | 6 dias  |           |
| 3     | Kurt von Gossler                    | 19 agosto 1939  | Wilhelmshaven | 15 setembro 1939 | Wilhelmshaven | 19 dias |           |
| 4     | Kurt von Gossler                    | 8 outubro 1939  | Wilhelmshaven | 14 outubro 1939  | afundado      | 13 dias |           |
| Total | Total                               | Total           | Total         | Total            | Total         | 59 dias | 4 258 ton |

### Sucessos
- 1 navio afundado num total de 4 258 GRT [8]

| Data             | Comandante       | Nome da Embarcação | Toneladas | Nacionalidade |
| ---------------- | ---------------- | ------------------ | --------- | ------------- |
| 19 novembro 1939 | Kurt von Gossler | SS Pensilva (1928) | 4 258     | Reino Unido   |

O Pensilva pertencente a companhia de navegação inglesa Chellew Navigation Co Ltd, de Cardiff foi ao fundo a noroeste do Cabo Ortegal, posição 46º 51' N, 11º 36' O. O navio mercante transportava uma carga de farinha e afundou lentamente pela popa após ser atingido por um torpedo do U-49. O capitão e tripulação foram salvos pelo escolta HMS Echo (H-23) e transferidos para o HMS Wanderer (D-74) que seguiu em destino ao porto de Plymouth aonde os tripulantes chegaram a salvo 